# Сосуд из Сованы
Сосуд из Сованы (CIE 11363, TLE 356, ET¹ Vs 4.136, ET² AV 4.4) — этрусский артефакт, бронзовый сосуд в форме женской головы, датируемый III или II веком до нашей эры. Находится в коллекции Лувра (инвентарный номер MNC 706/Br 2949).

## Описание
Сосуд (унгвентарий или лакримарий) был предназначен для хранения мази или парфюма и имеет форму красивой женской головы. Высота — 16 см, ширина — 9 см, глубина сосуда — 13 см. Масса составляет 1415 граммов. Датируется III веком до нашей эры или 225—175 годами до нашей эры. Место обнаружения — Сована (Соана), предполагаемое место происхождения — Орвието (Велзна).
Основание сосуда — круглое и полое, с витым жгутом по краю. Изображённая голова запрокинута назад, рот приоткрыт, зрачки выгравированы. Волосы разделены пробором и собраны в пучок на затылке; второй пучок представляет собой крышку сосуда. Лента с выгравированным узором дважды опоясывает голову и по одному разу — каждый из пучков. На каждую из щёк ниспадает по одной пряди. Голова украшена серьгами в виде виноградных гроздей, состоящими из трёх подвесок.
На лоб нанесена этрусская надпись этрусским же алфавитом — śuθina. Это слово обозначает принадлежность предмета к погребальному инвентарю, оно образовано от этр. śuθi — гробница добавлением притяжательного адъективирующего суффикса na, который также использовался этрусками при образовании родовых имён, и переводится, таким образом, как погребальный, принадлежащий могиле.
Был приобретён Лувром из коллекции Жюльена Гро в 1885 году.